# Abdulmajidia maxwelliana
Abdulmajidia maxwelliana là một loài thực vật linhin thuộc họ Lecythidaceae. Loài này chỉ có ở Bukit Larut (Maxwell Hill) ở Perak, Malaysia. Chúng hiện đang bị đe dọa vì mất môi trường sống.